# L'ombra del torturatore
L'ombra del torturatore (The Shadow of the Torturer) è un romanzo science fantasy del 1980 scritto dallo statunitense Gene Wolfe, primo capitolo del ciclo Il libro del Nuovo Sole. Nel 1980 il romanzo fu candidato al Premio Nebula per il miglior romanzo, mentre l'anno successivo vinse il BSFA Award.
La prima traduzione in italiano è del 1983 ad opera di Roberta Rambelli, mentre le successive edizioni sfruttano la traduzione di Viviana Viviani. Il seguito è costituito dal romanzo L'artiglio del conciliatore.

## Riassunto
Severian è un apprendista dell'Ordine dei cercatori della verità e della penitenza, meglio conosciuta come la Corporazione dei torturatori. Durante l'estate lui e suoi compagni sono soliti uscire segretamente dalla Cittadella per andare a fare una nuotata nel vicino fiume Gyoll, ma durante una di queste escursioni, Severian rischia di annegare. Quando si riprende dalla brutta avventura, il gruppo di apprendisti scopre che le porte della Cittadella sono chiuse e che l'unico modo per evitare una punizione da parte dei loro maestri è quella di passare all'interno della necropoli. Qui, Severian incontra per la prima volta Vodalus, il leggendario rivoluzionario, arrivando perfino a salvargli la vita. L'uomo ricompenserà il gesto del ragazzo consegnandogli una moneta d'oro con sopra la sua effigie.
Poco tempo dopo, alla torre dei Torturatori giunge la nobile Thecla, della quale Severian s'innamora. Thecla è tenuta prigioniera per motivi politici, in quanto Thea, sua sorella, è nientemeno che l'amante di Vodalus. L'Autarca, il signore incontrastato di Urth, intende sfruttare il legame tra Thecla e Thea per mettere Vodalus alle strette. Pochi giorni dopo la sua elevazione a membro della gilda, Severian viene a sapere che purtroppo è arrivato l'ordine di torturare Thecla. Severian ha pietà di lei e la aiuta a commettere suicidio, contrabbandando un coltello nella sua cella e rompendo così il suo giuramento verso la corporazione.
Severian viene immediatamente confinato in una cella e attende per lunghi giorni di essere torturato e giustiziato. Il capo della gilda, il Maestro Palemon, invece, spedisce il ragazzo a Thrax, una lontana città del nord che ha bisogno di un carnefice; in questo modo la corporazione si sbarazzerà del traditore senza indebolirsi o suscitare scandalo. Il Maestro Palaemon congeda Severian con una lettera per il signore di Thrax e donandogli la spada "Terminus Est".
Severian abbandona così la Cittadella e la sede della sua gilda e s'inoltra nella gigantesca città di Nessus. Qui fa la conoscenza di Baldanders e del dottor Talos, due saltimbanchi che invitano Severian di unirsi a loro. Il torturatore non ha alcuna intenzione di accettare la proposta e si reca invece in un emporio per acquistare un mantello con cui coprire la divisa della sua gilda, che ispira un naturale terrore nella gente. Il negozio è di proprietà di due gemelli, Agilus e Agia, che esprimono interesse per Terminus Est. Severian rifiuta di vendere la spada e poco dopo un'Ipparca irrompe nel negozio e sfida il torturatore a duello. Severian è costretto ad accettare e parte con la bella Agia alla volta dei Giardini botanici dove l'uomo dovrà recuperare un Avern, una pianta mortale che viene utilizzato per duellare. Lungo la strada, la loro carrozza subisce un incidente e si schianta contro l'altare della cattedrale delle Pellegrine: le monache accusano Agia di aver rubato una preziosa reliquia, l'Artiglio del Conciliatore. Fortunatamente la ragazza viene liberata e i due possono procedere alla volta dei giardini.
Gli Avern crescono presso il giardino del Sonno Eterno e qui, Severian ed Agia trovano Dorcas, una ragazza che nulla ricorda del suo passato. Trovato l'avern, i tre si dirigono ai Campi Insaguinati dove si celebrano i duelli: all'imbrunire il torturatore affronta il suo sfidante e anche se viene pugnalato da una foglia di Avern, sopravvive miracolosamente. L'indomani Severian si ritrova all'interno di un lazaretto e scopre che il suo nemico non era altri che Agilus, il fratello di Agia: i due infatti avevano architetto l'intera sfida per sottrarre all'uomo la sua preziosa spada. Dopo aver trovato Dorcas, il Chilarca chiede a Severian di eseguire l'esecuzione di Agilus, reo di aver ucciso nove persone quando ha tentato di fuggire, in preda al panico, dai campi insanguinati.
Una volta giustiziato Agilus, Severian e Dorcas tornano al loro viaggio verso Thrax e durante il cammino, il torturatore trova nei suoi effetti personali l'Artiglio del Conciliatore. A quanto pare Agia aveva rubato l'Artiglio dall'altare distrutto e sapendo che le pellegrine l'avrebbero perquisita, aveva posto la reliquia negli oggetti di Severian. Alla fine Severian e Dorcas incontrano il dottor Talos, Baldanders e la bella Jolenta e si uniscono al loro spettacolo teatrale. Il giorno successivo, il gruppo si dirige verso le mastodontiche mura di Nessus. Quando sono al cancello, s'imbattono in un'improvvisa agitazione della folla e la narrazione termina bruscamente.

## Edizioni
- Gene Wolfe, The Shadow of the Torturer, 1980.
- Gene Wolfe, L'ombra del torturatore, traduzione di Roberta Rambelli, Fantacollana 48, Editrice Nord, 1983.
- Gene Wolfe, L'ombra del torturatore, traduzione di Viviana Viviani, Narrativa Nord 81, Editrice Nord, 1997, ISBN 88-429-0955-6.
- Gene Wolfe, L'ombra del torturatore, traduzione di Viviana Viviani, Superbestseller 477, Sperling Paperback, 1998, ISBN 88-7824-576-3.
- Gene Wolfe, L'ombra del torturatore, traduzione di Viviana Viviani, TIF Extra, Fanucci Editore, 2012, ISBN 978-88-347-1931-2.